# Oscar Peterson
Oscar Emmanuel Peterson (Montréal, 15 agosto 1925 – Mississauga, 23 dicembre 2007) è stato un pianista canadese di musica jazz.
È stato un grande virtuoso del pianoforte, al punto di essere definito maharaja della tastiera da Duke Ellington, nonché uno dei pianisti più prolifici della storia della musica afroamericana. Peterson è anche autore di numerosi testi di esercizi jazz per giovani pianisti oltre che grande compositore. La sua personale e sbalorditiva tecnica pianistica, al servizio di un potente swing, lo rende stilisticamente immediatamente riconoscibile all'interno di qualsiasi contesto.

## Carriera

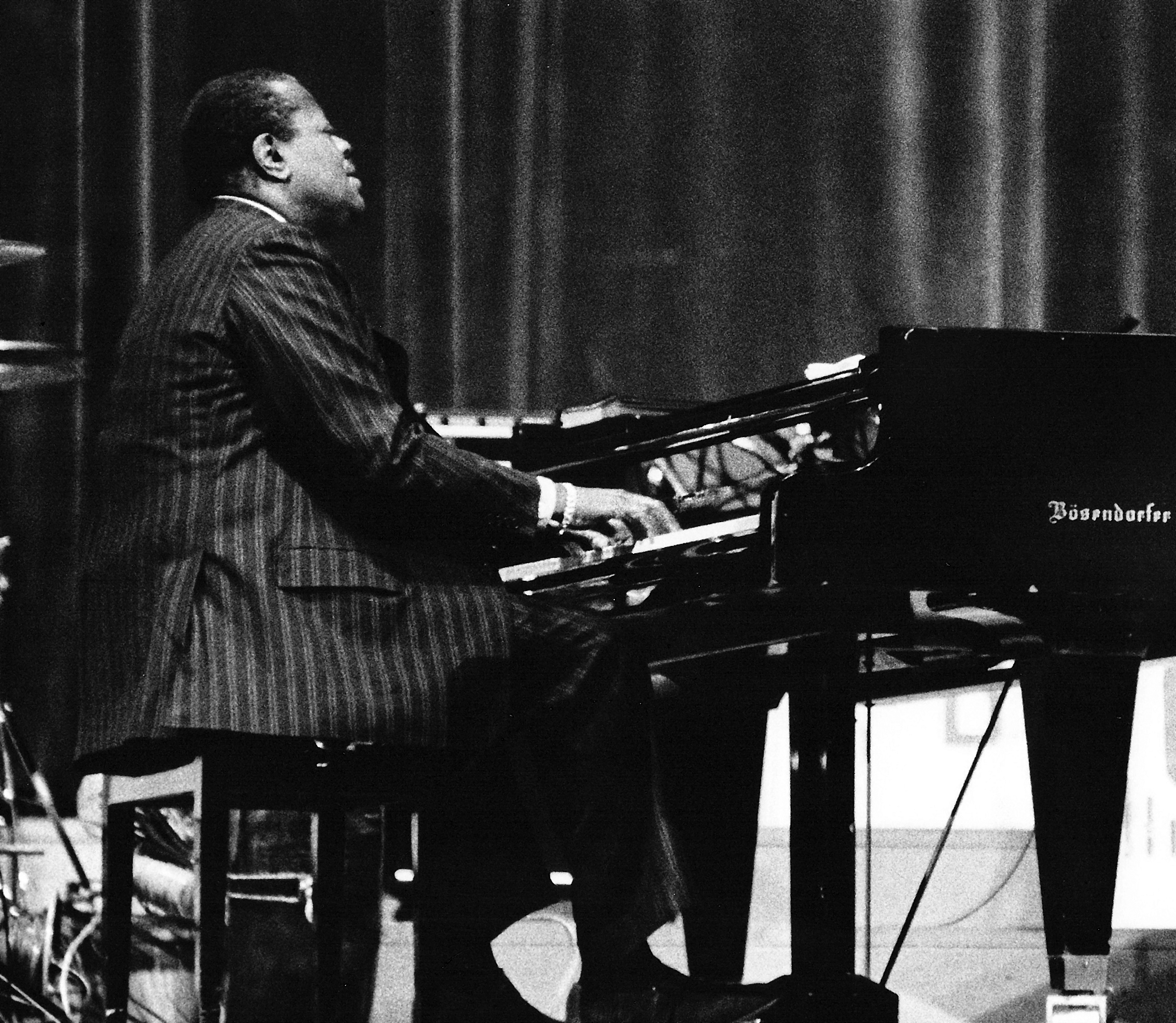
In concerto a Monaco (nell'allora Germania Ovest) nel 1977

Nel 1949 Peterson si recò negli  Stati Uniti, dove partecipò a un concerto organizzato dall'impresario jazz Norman Granz alla Carnegie Hall di New York. Rimase vincolato a Granz per la maggior parte della sua carriera, girando il mondo con la troupe All-Stars Jazz at the Philharmonic di Granz e registrando prolificamente per l'etichette discografica di Granz Pablo Records.
La sua corposa discografia inizia alla fine degli anni quaranta e lo vede tra il 1950 e il 1960 a fianco di rilevanti personalità della scena jazz, come Ella Fitzgerald, Lester Young, Anita O'Day Stan Getz, Coleman Hawkins e Louis Armstrong.
Celebri le registrazioni del 1956 a fianco di Louis Armstrong e Ella Fitzgerald, a cui fece  seguito, nel 1958, la creazione dell'"Oscar Peterson trio" con Ray Brown al contrabbasso ed Ed Thigpen alla batteria (in precedenza Herb Ellis, entrambi chitarristi); dal 1973 sarà affiancato dal  bassista danese Niels-Henning Ørsted Pedersen e dal 1974 dai batteristi Martin Drew e Bobby Durham in diverse occasioni, dagli anni sessanta agli anni novanta.
Musicista in primis per le etichette Verve Records e la già citata Pablo Records, dopo essere stato richiestissimo sideman per numerose registrazioni degli anni '50, si ricavò uno spazio fondamentale nella storia della musica jazz. Negli ultimi tempi il cattivo stato di salute, causato da un ictus che lo aveva colpito nel 1993 lasciandolo semiparalizzato,  lo costrinse a cancellare più volte concerti e tour. Nel 1997 ha ricevuto un Grammy alla carriera e un International Jazz Hall of Fame Award, a dimostrazione che Oscar Peterson è ancora considerato uno dei più grandi musicisti jazz che abbiano mai suonato..
In circa due anni riuscì a recuperare la mobilità alla mano sinistra, anche se non totalmente, come appare evidente dalla registrazione video del suo ultimo concerto a Vienna (A Night in Vienna), tenuto nel settembre 2004 nella Sala Dorata del Musikverein. 
Morte
Oscar Peterson è morto a Mississauga, il 23 dicembre 2007, a causa di un'insufficienza renale.

## Discografia
La discografia di Oscar Peterson, che parte dal 1950 per arrivare al 2007, (escludendo due pubblicazioni postume) è talmente ampia che sarà necessario creare la voce Discografia di Oscar Peterson
- 1945 - I Got Rhythm  (RCA Masters (Can) FXM1 7233, ?)
- 1947 - Rockin' In Rhythm  (RCA Masters (Can) FXM1 7327, ?)
- 1949-51 - Debut: The Clef/Mercury Duo Recordings 1949-1951 (Verve B0012950-02, ?)
- 1950 - Music By Oscar Peterson - Tenderly (Clef MGC-696, 1956)
- 1950 - Music By Oscar Peterson - Keyboard (Clef MGC-697, 1956)
- 1950 - Collates (Mercury MGC-110,1952)
- 1950 - An Evening With Oscar Peterson (Clef MGC-698, 1956)
- 1950 - Dark Eyes / Nuages (Clef 89130x45, 1955)
- 1950 - Norman Granz' Jazz Concert #1 (Norgran MG JC #1, 1953)

## Onorificenze

### Grammy Awards
- 1975 Miglior performance jazzistica di un gruppo: The Trio 1973
- 1977 Miglior performance jazzistica di un solista: The Giants
- 1978 Migliore performance strumentale di jazz, solista: Oscar Peterson Jam - Montreux '77
- 1979 Migliore esecuzione strumentale jazz, solista:  Oscar Peterson and The Trumpet Kings - Jousts.
- 1990 Migliore esecuzione strumentale jazz, gruppo:  Live at the Blue Note
- 1990 Miglior esecuzione strumentale jazz, solista:  The Legendary Oscar Peterson Trio Live at the Blue Note
- 1991 Migliore esecuzione strumentale di jazz, gruppo:  Saturday Night at the Blue Note
- 1997 Premio alla carriera come solista strumentale